# 321. pr. Kr.
◄ | 5. stoljeće pr. Kr. | 4. stoljeće pr. Kr. | 3. stoljeće pr. Kr. | ►
◄ | 350-ih pr. Kr. | 340-ih pr. Kr. | 330-ih pr. Kr. | 320-ih pr. Kr. | 310-ih pr. Kr. | 300-ih pr. Kr. | 290-ih pr. Kr. | ►
◄◄ | ◄ | 324. pr. Kr. | 323. pr. Kr. | 322. pr. Kr. | 321 pr. Kr. | 320. pr. Kr. | 319. pr. Kr. | 318. pr. Kr. | ► | ►►
Astronomija

## Događaji
- Bitka u Kaudinskom klancu, Drugi samnitski rat

## Smrti
- Kineski kralj dinastije Chou Xian Zhou (Ji Bian Xianwang)